# Авиафар
Авиа́фар, Эбиа́тар, Абиа́тар (ивр. אביתר‎, Эвья́тар — «полнота́»; 1Цар. 22:20), — сын Ахимелеха, сына Ахитува, десятый первосвященник иудейский и четвёртый из рода первосвященника Илия (Эли).
По приказанию царя Саула Доик (Доэг) идумеянин напал на священников Господних в Номве (Нове) и умертвил их. В числе убитых был и Ахимелех. Спасся только один сын его, Авиафар, который, захватив с собой льняной ефод (отличительная, существенная часть священнических одежд), убежал к Давиду в Кеиль и рассказал ему, как поступил Саул. Давид принял Авиафара, защищал его, и он впоследствии сделался первосвященником. Таким образом, в Израиле в одно и то же время были два первосвященника: Авиафар у Давида и Садок (Цадок) у Саула 2Цар. 8:17); но вследствие своего вмешательства в заговор — возвести на престол Давидов Адонию, старшего его сына, Авиафар, по воцарении Соломона, был лишён звания первосвященника 3Цар. 2:27), которое исключительно перешло к Садоку. Так исполнилось слово Господа, которое Он сказал о доме Илия в Силоме 1Цар. 2:31), потому что Авиафар был последним из священников дома Ифамара, к которому принадлежал Илий, а Садок, заступивший его место, был из рода Елеазара, и священство, таким образом, снова перешло в дом Ааронов.
Потомком Авиафара был пророк Иеремия. Имя Авиафара упоминается в Евангелии от Марка (Мк. 2:26).